# Fernand Amoussou
Pour les articles homonymes, voir Amoussou.
Fernand Amoussou, né à Aplahoué au Bénin le 25 juin 1955, est un militaire et homme politique béninois. 
Il est chef d'état-major général des forces armées béninoises entre 2000 et 2005, puis commande la force des Nations unies en Côte d’Ivoire, entre 2005 et 2010. Il se lance ensuite en politique ; candidat à l'élection présidentielle béninoise de 2016, il est éliminé dès le premier tour. 

## Biographie

### Formation
Il a, en outre, fréquenté plusieurs universités de renom comme la Harvard Law School aux États-Unis dont il est détenteur d'un certificat en leadership et médiation, ainsi que l'université Tsinghua de Pékin en Chine d'où il obtient un diplôme d'ingénieur en électronique. Il a été également auditeur du Centre des études stratégiques pour l'Afrique des États-Unis et de l’Institut des hautes études de défense nationale de France
.

### Carrière militaire

#### Au Bénin
Il intègre l’armée béninoise en 1975.
En 1995, il est nommé directeur de la planification et de la coopération militaire au ministère de la Défense nationale par le président Nicéphore Soglo. À ce poste, il s'emploie d'une part, à mettre en place un mécanisme de planification inscrivant l’édification des forces armées sur le moyen et le long terme, et d'autre part, à réduire les actions ponctuelles le plus souvent palliatives.
En 1997, il est nommé chef d’état-major de l’armée de terre par le président Mathieu Kérékou. Il axe son action sur l’élévation du niveau opérationnel des formations sous ses ordres, l’amélioration des conditions de vie de la troupe et l’implication de l’armée de terre dans des tâches d’intérêt public au profit des populations des zones de déploiement des unités. En 2000, il est nommé chef d’état-major général des forces armées du Bénin par le président Kérékou. Il reste à ce poste jusqu'en 2005. 
Il met en place la première école de formation militaire exclusivement destinée aux femmes.

### Fonctions internationales
En septembre 2006, il prend le commandement de la force de l'opération des Nations unies en Côte d'Ivoire, nommé par le Secrétaire général Kofi Annan, après en avoir été commandant adjoint d'août 2005 à mars 2006. D'avril à septembre 2006, il assure l'intérim à ce poste, après le départ d'Abdoulaye Fall.
Il est confirmé à ce poste en 2008 par le Secrétaire général Ban Ki-moon. Dans cette mission au service de la paix en Afrique, il réussit à prévenir toute reprise des hostilités. Son temps de commandement prend fin le 31 mars 2010.
En novembre 2017, il est chargé par l'ONU de diriger une commission d'enquête visant à documenter les attaques contre des civils ayant eu lieu en République centrafricaine du 1er mai au 31 août. Ces attaques, menées par des groupes armés locaux, se sont déroulées à proximité des forces de maintien de la paix de la MINUSCA.

### Parcours politique
Après avoir pris sa retraite de l'armée, Amoussou rejoint le parti politique Alliance des forces de l'avenir, dont il devient le vice-président. 
Lors des élections législatives de 2015, il n'est pas officiellement candidat — des commentateurs s'attendent à le voir figurer sur la liste du parti l'Union fait la Nation — mais finance la campagne de plusieurs membres d'autres partis dans différentes circonscriptions. Pour le quotidien Fraternité, il a pour but de préparer le terrain et de s'assurer, en les faisant élire, le soutien de plusieurs députés en vue de l'élection présidentielle béninoise de l'année suivante.
Il est finalement candidat à l'élection présidentielle béninoise de 2016, lors de laquelle le président sortant, Thomas Boni Yayi, n'a pas le droit de se représenter. 
Lors de la campagne, il défend son idée de « mettre de l’ordre dans la maison Bénin » et promet de « mettre fin à la mal gouvernance et l’impunité » pour permettre un meilleur développement économique et de meilleures conditions de vie. Il est éliminé au premier tour et prend position en faveur de Patrice Talon, qui sera élu au second tour du scrutin. Il soutient la formation du nouveau gouvernement béninois et se dit satisfait de sa composition et de ses capacités pour administrer le pays. En mars 2017, des rumeurs font état de sa possible arrivée au sein du gouvernement, en remplacement de Candide Azannaï, au poste de ministre de la Défense, mais c'est finalement Fortunet Alain Nouatin qui est nommé.
Après cela, Fernand Amoussou intervient très peu en public, ce qui fait dire à L'Investigateur qu'il s'est « mis à l’écart de la politique depuis les dernières élections ».
En janvier 2022, il se prononce contre les sanctions de la Communauté économique des États de l'Afrique de l'Ouest (Cédéao) visant le Mali, après la prise de pouvoir par l'armée en 2021, estimant qu'elles « étrangl[e]nt » le pays voisin.

## Publications
- Vaincre l’insécurité en Afrique : défis et stratégies, éditions Economica, 2013.

## Décorations
Le général Amoussou est titulaire de plusieurs décorations dont :
- Officier de l'ordre national du Bénin
- Officier de l'ordre du Mérite du Bénin
- Commandeur de la Légion d'honneur (France)
- Commandeur de l’ordre national de la Côte d’Ivoire
- Officier de l’ordre du Mono du Togo
- Chevalier de l’ordre National du Niger
- Médailles d’opérations des Nations unies